# Arcole
Arcole är en ort och kommun i provinsen Verona i regionen Veneto i Italien. Kommunen hade 6 345 invånare (2018).